# Un corps magnifique
Pour plus de détails, voir Fiche technique et Distribution.
Un corps magnifique (肉体美, Nikutai bi) est un film japonais muet réalisé par Yasujirō Ozu et sorti en 1928.
Le film et son scénario sont considérés comme perdus.

## Synopsis
Comédie domestique au sujet d'un couple. Ichirō Takai, un homme servile sert de modèle à sa femme Ritsuko qui aspire à remporter un prix à une exposition de peinture. Par un concourt de circonstance c'est une peinture d'Ichirō qui remporte le prix, provoquant une inversion des rôles au sein du couple.

## Fiche technique
- Titre original : 肉体美 (Nikutai bi?)[2]
- Titre français : Un corps magnifique
- Réalisation : Yasujirō Ozu
- Scénario : Akira Fushimi et Yasujirō Ozu
- Photographie : Hideo Shigehara
- Société de production : Shōchiku
- Pays d'origine :  Empire du Japon
- Format : noir et blanc — 1,33:1 — 35 mm — muet
- Genre : comédie
- Durée : 55 minutes[2] (métrage : cinq bobines - 1 505 m[3])
- Date de sortie :
  - Empire du Japon : 1er décembre 1928[3]

## Distribution
- Tatsuo Saitō : Ichirō Takai
- Chōko Iida : Ritsuko, sa femme

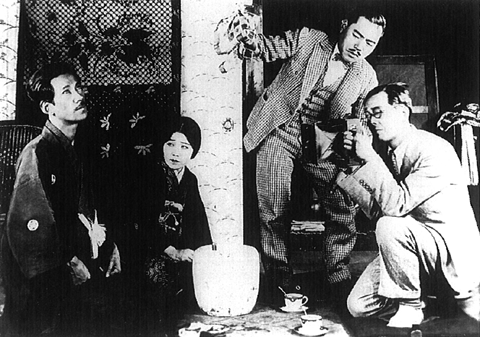
Scène du film avec Tatsuo Saitō (à gauche) et Chōko Iida.

- Kenji Kimura (ja) : Denuemon Ōkura, un riche mécène
- Kenji Ōyama : Tōyama, un étudiant